# Abderrahman Kabous
Abderrahman Kabous (Meaux, 24 de abril de 1983) é um futebolista profissional marroquino que atua como meia.

## Carreira
Abderrahman Kabous fez parte do elenco da Seleção Marroquina de Futebol na Campeonato Africano das Nações de 2008.